# 6309 Elsschot
6309 Elsschot eller 1990 EM3 är en asteroid i huvudbältet som upptäcktes den 2 mars 1990 av den belgiske astronomen Eric W. Elst vid La Silla-observatoriet. Den är uppkallad efter poeten Willem Elsschot.
Asteroiden har en diameter på ungefär 11 kilometer och den tillhör asteroidgruppen Eos.